# Kaman HH-43 Huskie
Il Kaman HH-43 Huskie era un elicottero leggero a rotori intersecantisi, utilizzato dalla US Navy, dalla US Air Force e dal US Marine Corps a partire dal 1950 fino al 1970. È stato utilizzato principalmente per la lotta aerea antincendio e per il soccorso e la ricerca a corto raggio a terra, è stato impiegato nella guerra del Vietnam.

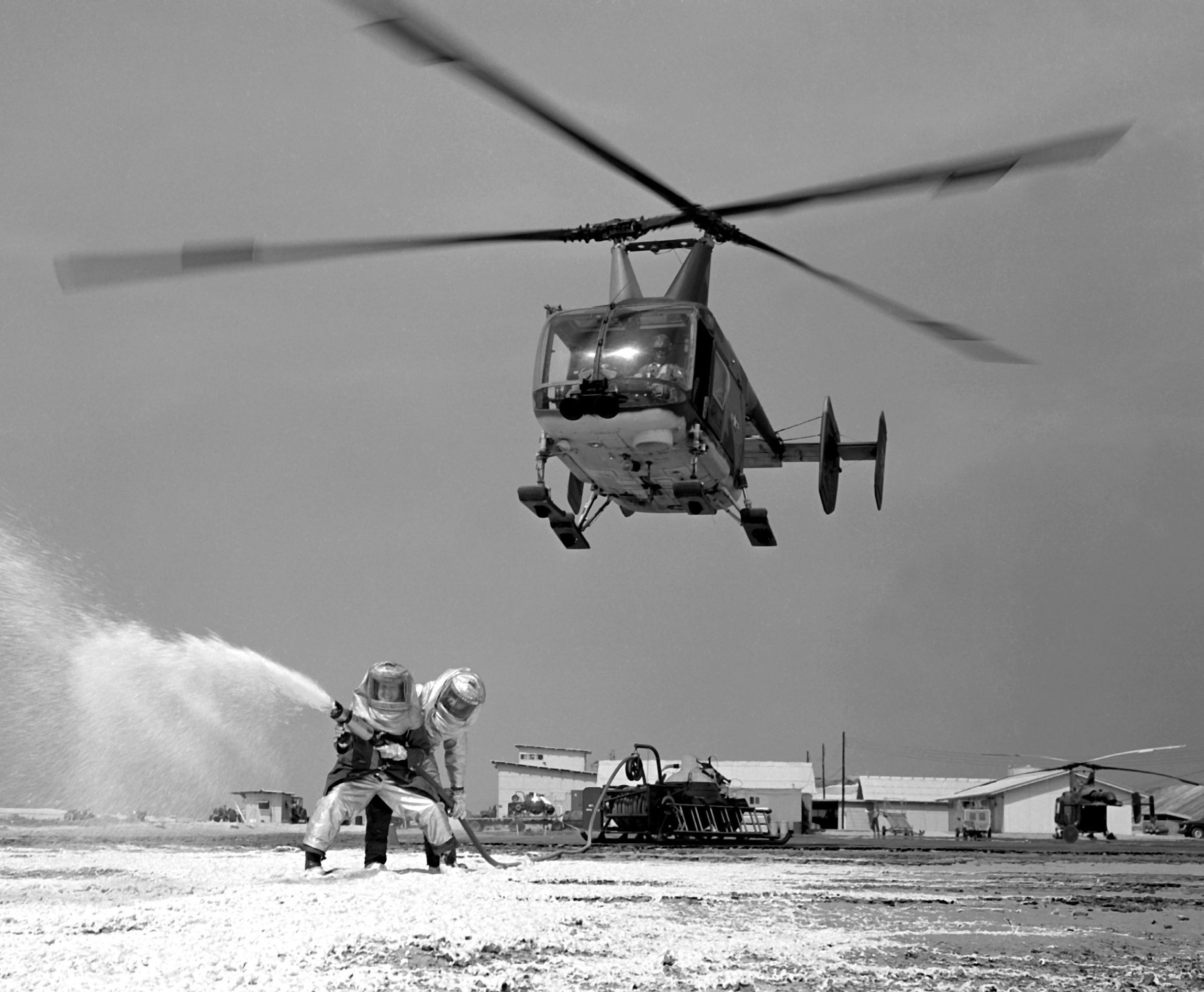
Un HH-43B impiegato in un'esercitazione antincendio.

## Progettazione e sviluppo
L'Huskie è stato progettato verso la fine degli anni quaranta per operazioni di ricerca e soccorso (SAR). Il primo volo è stato effettuato nel 1947 e fu subito adottato dall'US Navy con un solo motore. Nel 1954 è stato effettuato un esperimento tra la Kaman e la marina degli Stati Uniti: in un Huskie è stato sostituito il motore con due motori a turbina, diventando il primo elicottero al mondo con tale tipo di propulsione.
In seguito l'United States Air Force ha adottato versioni con motore turboalbero (HH-43B e F).
Il velivolo ha effettuato la sua prima missione operativa durante la guerra del Vietnam, durante la quale è stato distribuito ad alcuni squadroni per operazioni di salvataggio. L'HH-43 è stato poi sostituito a partire dai primi anni settanta.

## Galleria d'immagini

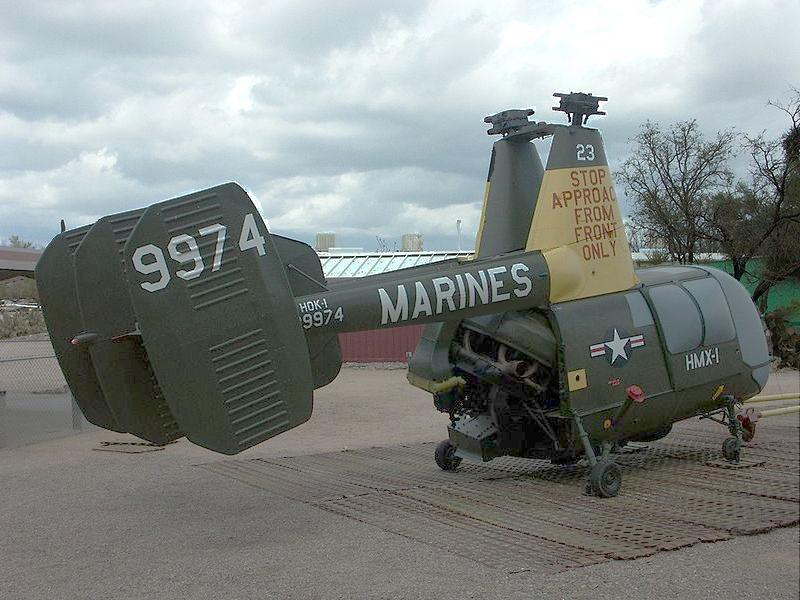
HH-43 esposto all'interno del Pima Air and Space Museum, Tucson, Arizona (USA), nel 2006
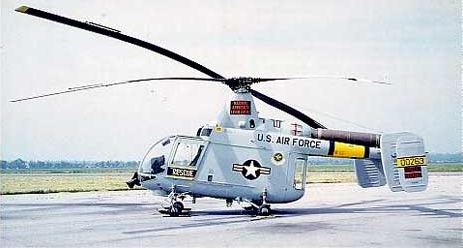
HH-43 esposto all'interno del National Museum of the United States Air Force
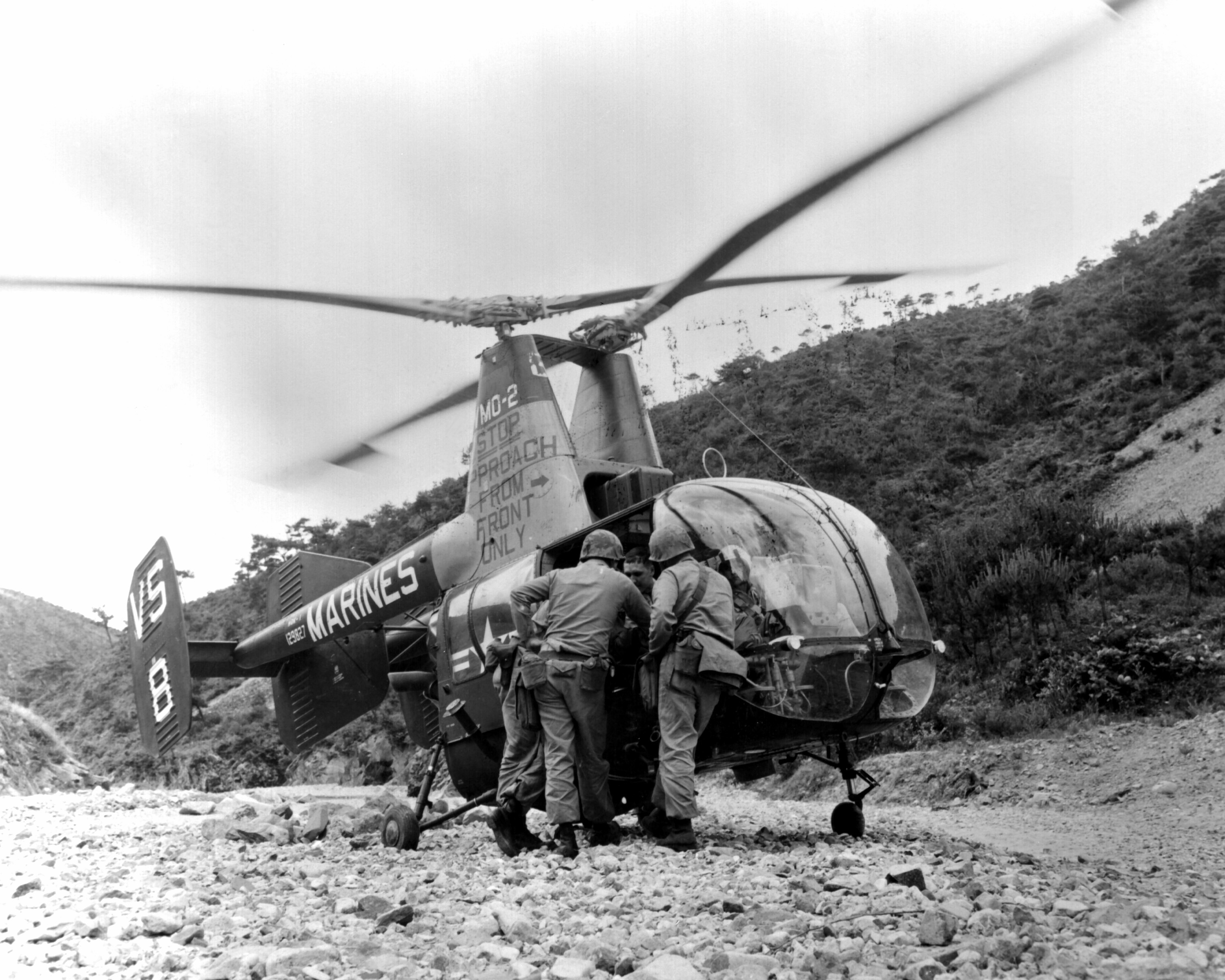
HH-43 del corpo dei marines in Sud Corea
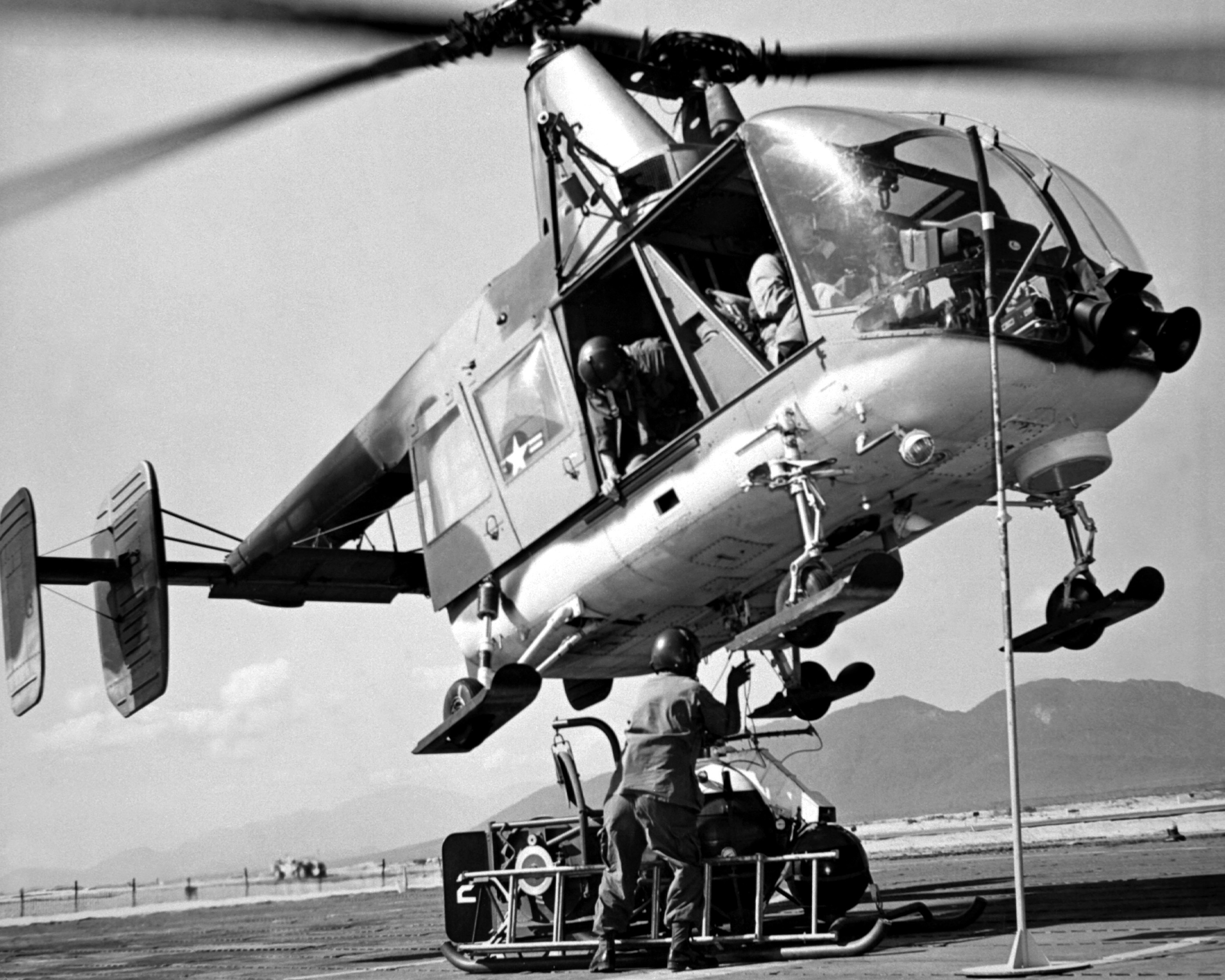
HH-43 in azione in Vietnam

## Utilizzatori
Birmania
- Tatmdaw Lei

acquisì 12 esemplari tramite l'US Military Assistance Program.
 Colombia
acquisì 6 esemplari tramite l'US Military Assistance Program.
 Iran
- Niru-ye Havayi-ye Shahanshahiy-e Iran

operò con 17 HH-43F.
 Marocco
- Forces royales air

acquisì 4 esemplari tramite l'US Military Assistance Program.
 Pakistan
- Pakistani Fida'iyye

acquisì 6 esemplari tramite l'US Military Assistance Program.
 Thailandia
- Kongthap Akat Thai

acquisì 3 esemplari tramite l'US Military Assistance Program.
 Stati Uniti
- United States Air Force
- United States Marine Corps
- United States Navy